# Convoi HX 30
Le convoi HX 30 est un convoi passant dans l'Atlantique nord, pendant la Seconde Guerre mondiale. Il part de Halifax au Canada le 25 mars 1940 pour différents ports du Royaume-Uni et de la France. Il arrive à Liverpool le 9 avril 1940.

## Composition du convoi
Ce convoi est constitué de 38 cargos :
- Royaume-Uni : 33 cargos
- Panama : 1 cargo
- Grèce : 3 cargos
- États-Unis : 1 cargo

## L'escorte
Ce convoi est escorté en début de parcours par :
- les destroyers canadiens : HMCS Restigouche, NCSM Saguenay et NCSM Skeena
- Un cuirassé britannique : HMS Revenge

## Le voyage
Les destroyers canadiens quittent le convoi le 26 mars. Le cuirassé continue seul jusqu'au 3 avril. L'escorte reprend le 6 avril avec les destroyers HMS Acasta, HMS Viscount (en), HMS Whitehall (en) et HMS Witch (en).
Le convoi arrive sans problème.